# Alta California

Alta California räknades som ett territorium i Mexikos administrativa indelning 1824.

Alta California (svenska: Övre Kalifornien) var en provins och ett territorium i vicekungadömet Nya Spanien, och senare ett territorium och departement i det självständiga Mexiko. Territoriet bildades 1769 av de norra delarna av provinsen Las California och omfattade vad som nu är de amerikanska delstaterna Kalifornien, Nevada, Utah, Arizona, västra Colorado samt sydvästra Wyoming. 
Efter Mexikos frigörelse från Spanien i det drygt decennielånga mexikanska frihetskriget 1821 kom området att enligt den mexikanska konstitutionen 1824 räknas som ett territorium under Mexiko, och räknades alltså inte till Mexikos delstater. 
Under en kort period utropades republiken Kalifornien, innan territoriet föll under USA:s kontroll under det mexikansk–amerikanska kriget (1846–1848) och upphörde officiellt att existera när den amerikanska delstaten Kalifornien bildades den 9 september 1850.